# Prosopocera alluaudi
Prosopocera alluaudi es una especie de escarabajo longicornio del género Prosopocera, categorizada en la tribu Prosopocerini, de la subfamilia Lamiinae. Fue descrita por Breuning en 1956.

## Descripción
Mide 21 mm de longitud.

## Distribución
Se distribuye por Kenia.